# Seznam sopek Karibiku
Toto je seznam sopek v Karibiku:

## DominikaDominika
| Název              | Forma            | Výška (m) | Souřadnice   | Souřadnice   | Poslední erupce |
| Název              | Forma            | Výška (m) | Zem. šířka   | Zem. délka   | Poslední erupce |
| ------------------ | ---------------- | --------- | ------------ | ------------ | --------------- |
| Morne aux Diables  | stratovulkán     | 861       | 15°37'00'' N | 61°27'00'' W | ???             |
| Morne Diablotins   | stratovulkán     | 1 447     | 15°30'00'' N | 61°25'00'' W | ???             |
| Morne Plat Pays    | stratovulkán     | 940       | 15°13'00'' N | 61°22'00'' W | 1270            |
| Morne Trois Pitons | komplexní vulkán | 1 387     | 15°22'00'' N | 61°20'00'' W | 920             |
| Morne Watt         | stratovulkán     | 1 224     | 15°18'00'' N | 61°19'00'' W | 1997            |

## FrancieFrancie

### GuadeloupeGuadeloupe
| Název     | Forma        | Výška (m) | Souřadnice   | Souřadnice   | Poslední erupce |
| Název     | Forma        | Výška (m) | Zem. šířka   | Zem. délka   | Poslední erupce |
| --------- | ------------ | --------- | ------------ | ------------ | --------------- |
| Soufrière | stratovulkán | 1 467     | 16°03'00'' N | 61°40'00'' W | 1977            |

### MartinikMartinik
| Název      | Forma        | Výška (m) | Souřadnice   | Souřadnice   | Poslední erupce |
| Název      | Forma        | Výška (m) | Zem. šířka   | Zem. délka   | Poslední erupce |
| ---------- | ------------ | --------- | ------------ | ------------ | --------------- |
| Mont Pelée | stratovulkán | 1 397     | 14°49'00'' N | 61°10'00'' W | 1932            |

## GrenadaGrenada
| Název                 | Forma            | Výška (m) | Souřadnice   | Souřadnice   | Poslední erupce |
| Název                 | Forma            | Výška (m) | Zem. šířka   | Zem. délka   | Poslední erupce |
| --------------------- | ---------------- | --------- | ------------ | ------------ | --------------- |
| Kick 'em Jenny        | podmořský vulkán | - 185     | 12°18'01'' N | 61°38'24'' W | 2001            |
| Mount Saint Catherine | stratovulkán     | 840       | 12°09'00'' N | 61°40'00'' W | ???             |

## Nizozemské království
| Název                         | Forma        | Výška (m) | Souřadnice   | Souřadnice   | Poslední erupce |
| Název                         | Forma        | Výška (m) | Zem. šířka   | Zem. délka   | Poslední erupce |
| ----------------------------- | ------------ | --------- | ------------ | ------------ | --------------- |
| Scenery (ostrov Saba)         | stratovulkán | 887       | 17°38'00'' N | 63°14'00'' W | 1640            |
| Quill (ostrov Svatý Eustach ) | stratovulkán | 601       | 17°28'40'' N | 62°57'35'' W | 250             |

## Svatá LucieSvatá Lucie
| Název    | Forma   | Výška (m) | Souřadnice   | Souřadnice   | Poslední erupce |
| Název    | Forma   | Výška (m) | Zem. šířka   | Zem. délka   | Poslední erupce |
| -------- | ------- | --------- | ------------ | ------------ | --------------- |
| Qualibou | kaldera | 777       | 13°50'00'' N | 61°03'00'' W | 1766            |

## Svatý Kryštof a NevisSvatý Kryštof a Nevis
| Název      | Forma        | Výška (m) | Souřadnice   | Souřadnice   | Poslední erupce |
| Název      | Forma        | Výška (m) | Zem. šířka   | Zem. délka   | Poslední erupce |
| ---------- | ------------ | --------- | ------------ | ------------ | --------------- |
| Liamuiga   | stratovulkán | 1 156     | 17°22'00'' N | 62°48'00'' W | 160             |
| Nevis Peak | stratovulkán | 985       | 17°09'00'' N | 62°35'00'' W | ???             |

## Svatý Vincenc a GrenadinySvatý Vincenc a Grenadiny
| Název     | Forma        | Výška (m) | Souřadnice   | Souřadnice   | Poslední erupce |
| Název     | Forma        | Výška (m) | Zem. šířka   | Zem. délka   | Poslední erupce |
| --------- | ------------ | --------- | ------------ | ------------ | --------------- |
| Soufrière | stratovulkán | 1 220     | 13°20'00'' N | 61°11'00'' W | 1979            |

## Velká Británie

### Montserrat
| Název           | Forma        | Výška (m) | Souřadnice   | Souřadnice   | Poslední erupce |
| Název           | Forma        | Výška (m) | Zem. šířka   | Zem. délka   | Poslední erupce |
| --------------- | ------------ | --------- | ------------ | ------------ | --------------- |
| Soufrière Hills | stratovulkán | 915       | 16°43'00'' N | 62°11'00'' W | 2006            |